# Epistephium sclerophyllum
Epistephium sclerophyllum  é uma espécie de orquídea terrestre que existe am ampla área que vai da Venezuela ao Paraguai e Argentina onde  habitam campos limpos e cerrados, eventualmente monteses, e areais do litoral. Apresentam flores muito vistosas, entre as mais vistosas de toda subtribo Vanilleae, à qual estão subordinados. Suas flores nascem em sucessão, de racemos terminais, e duram ligeiramente mais que as de Cleistes.
Esta espécie pode ser reconhecida entre os Epistephium por apresentarem caule totalmente ereto, sem raízes aéreas, folhas sésseis, flores de pétalas com mais de 40 milímetros de comprimento de extremidade arredondada.
São plantas que raramente sobrevivem ao serem transplantadas devido aos danos sofridos pelas suas raízes e rizomas quebradiços. Plantas para uso comercial necessitam ser produzidas por meio de sementes. São mais indicadas para canteiros do que cultivo em vasos.